# Deerwood
Deerwood és una població dels Estats Units a l'estat de Minnesota. Segons el cens del 2000 tenia 590 habitants.

## Demografia
Segons el cens del 2000, Deerwood tenia 590 habitants, 256 habitatges, i 153 famílies. La densitat de població era de 166,3 habitants per km².
Dels 256 habitatges en un 28,1% hi vivien nens de menys de 18 anys, en un 46,9% hi vivien parelles casades, en un 9,4% dones solteres, i en un 40,2% no eren unitats familiars. En el 37,1% dels habitatges hi vivien persones soles el 23% de les quals corresponia a persones de 65 anys o més que vivien soles. El nombre mitjà de persones vivint en cada habitatge era de 2,3 i el nombre mitjà de persones que vivien en cada família era de 3,08.
Per edats la població es repartia de la següent manera: un 27,1% tenia menys de 18 anys, un 6,1% entre 18 i 24, un 22,2% entre 25 i 44, un 21,7% de 45 a 60 i un 22,9% 65 anys o més.
L'edat mediana era de 41 anys. Per cada 100 dones de 18 o més anys hi havia 88,6 homes.
La renda mediana per habitatge era de 30.069 $ i la renda mediana per família de 40.625 $. Els homes tenien una renda mediana de 28.750 $ mentre que les dones 27.813 $. La renda per capita de la població era de 15.697 $. Entorn del 8,4% de les famílies i el 13,7% de la població estaven per davall del llindar de pobresa.

## Poblacions més properes
El següent diagrama mostra les poblacions més properes.